# Ану Іффліс
Ану Іффліс (фр. Anou Ifflis, Anu Ifflis тобто «печера леопарда» або «печера плямистої гієни») — вертикальна карстова печера на півночі Алжиру. Розташована в південній частині провінції Тизі-Узу, на території національного парку Джурджура. Карстова порожнина у вапняковому масиві приморського гірського хребта фр. Djurdjura, що належить до низки гірських хребтів Тель-Атлас. Відкрито в 1980 р., досліджувалась французькими і іспанськими спелеологами. Довжина печери становить понад 1800 м, глибина досягає 1170 м, що робить її найглибшою печерою в Африці. Печера має один вузький вхід, що знаходиться на висоті 2160 м над рівнем моря, біля основи найвищого урвища на гребені, приблизно в 3 км на північний схід від міста Тикжда фр. Tikjda. Вхід веде до системи вертикальних колодязів (глибиною до 90 м), які чергуються з горизонтальними і похилими ділянками. Глибше 200 м печера обводнена, потік до 100 л/с. В інтервалі 200–530 м глубини стіни печери всіяні різнобарвними плямами, утвореними прожилками золотоносних руд, які формують візерунок, що нагадує шкіру плямистої гієни або леопарда. На глибині 975 м печера переходить у сифон, першим до цього місця дійшов французький спелеолог Люк-Анрі Фаге фр. Luc-Henri Fage в 1983 p..